# 버튼민다리도마뱀
버튼민다리도마뱀(Lialis burtonis)은 버튼 레그리스 리자드(Burton's legless lizard)라고도 불리며, 뱀붙이도마뱀과에 속한 오스트레일리아, 파푸아뉴기니 고유종이다. 이 종은 앞다리가 없고 뒷다리는 흔적만이 남았다. 뱀붙이도마뱀류는 "레그리스 리자드(legless lizards)", "플랫풋 리자드(flap-footed lizards)", "스네이크 리자드(snake-lizards)"라고도 불린다.

## 어원
종명 burtonis는 영국의 군의관 에드워드 버튼(:en:Edward Burton (zoologist))(1790–1867)을 기린 것이다.

## 분류와 형태

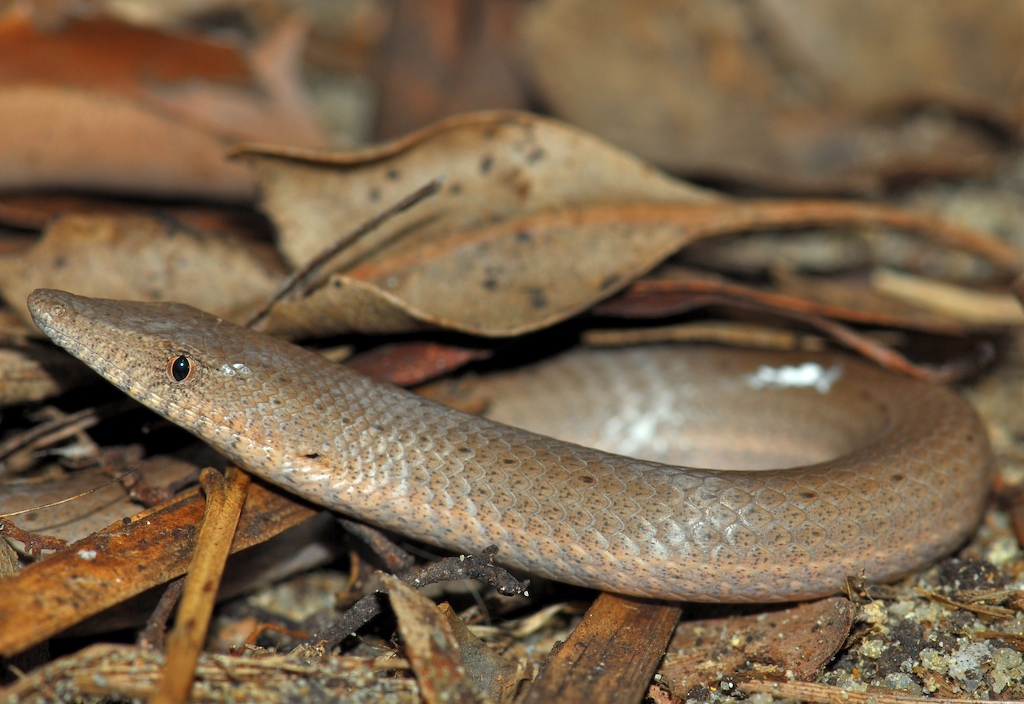
버튼민다리도마뱀의 길쭉한 주둥이와 뚜렷한 쐐기 모양 머리에 주목하자.

버튼민다리는 뱀붙이도마뱀과에 속한 민다리도마뱀속의 일종이다. 뱀붙이도마뱀과에 속한 40 개의 종 중에서 민다리도마뱀속에 속한 종은 버튼민다리와 다른 종 하나 (L. jicari) 뿐이다. 민다리도마뱀속에 포함된 종들은 macrostomata에 속한 뱀들과 유사하다고 여겨지는데, 이 분류군들이 큰 먹이를 통째로 삼킬 수 있는 등 기능적으로 유사한 적응 능력을 가지고 있기 때문이다. 하지만 민다리도마뱀은 뱀과 달리 독샘도 없고, 먹이를 조일 수도 없고, 혓바닥은 갈라지지도 않았고 통통하며, 귓구멍과 뒷다리 흔적기관이 존재한다. 게다가 버튼민다리는 뱀붙이도마뱀과에 속해있는데, 이 과는 유전적으로, 해부학적으로 도마뱀붙이과와 제일 가깝다. 겉보기에는 뱀과 유사하게 수렴진화했지만 말이다.
버튼민다리는 발버둥치는 큰 먹이를 다루기 위해 상당한 형태적 적응을 해왔다. 첫 번째로 날카롭고 구부러진, 움직이는(hinged) 이빨이 줄줄이 난 길쭉한 주둥이는 먹이를 입으로 붙잡는데 도움을 준다. 게다가 이 길쭉한 주둥이 덕택에 두 눈으로 동시에 먹이를 노려서(:en:binocular vision) 더 정확하게 먹이를 덮칠 수 있다. 두 번째로 유연한 mesokinetic, hypokinetic 관절 덕에 턱이 먹이를 둘러쌀 수 있다. 세 번째로 눈을 안으로 집어넣는 능력은 버튼민다리가 시각을 활용해 사냥하는 시각 포식자(visual predator)이기 때문에 굉장히 중요한데, 이 덕에 싸울 때 눈을 효과적으로 보호할 수 있다.

## 분포와 서식지
버튼민다리는 호주의 거의 모든 곳에서 등장하지만, 태즈메이니아를 포함한 남동부 일부에서는 존재하지 않는다. 이 종은 파푸아뉴기니에서도 발견되지만, 한 작은 지역에서만 분포한다.
버튼민다리는 사막에서 우림의 경계에 이르는 다양한 서식지에서 발견되지만, 분포 지역으로 미루어보아 있을법한 호주 남부의 고산지대와 북부의 혹독한 사막지역에서는 발견되지 않는다. 보통 하층식생이나, 잎더미 따위의 지면의 쓰레기 속에서 발견되는데, 그 중에서도 잎더미는 열대 환경에 서식하는 개체들에게 중요하게 여겨진다. 이는 온도가 적당한 몇 가지 환경을 제공하자, 열대 지방에서 포획한 개체들이 잎더미를 훨씬 선호했다는 실험을 통해 증명되었다. 잎더미가 근처에 없는 곳에서는, 서식지에서 찾을 수 있는 풀, 버려진 굴 등의 적당한 은신처를 활용할 것이다.

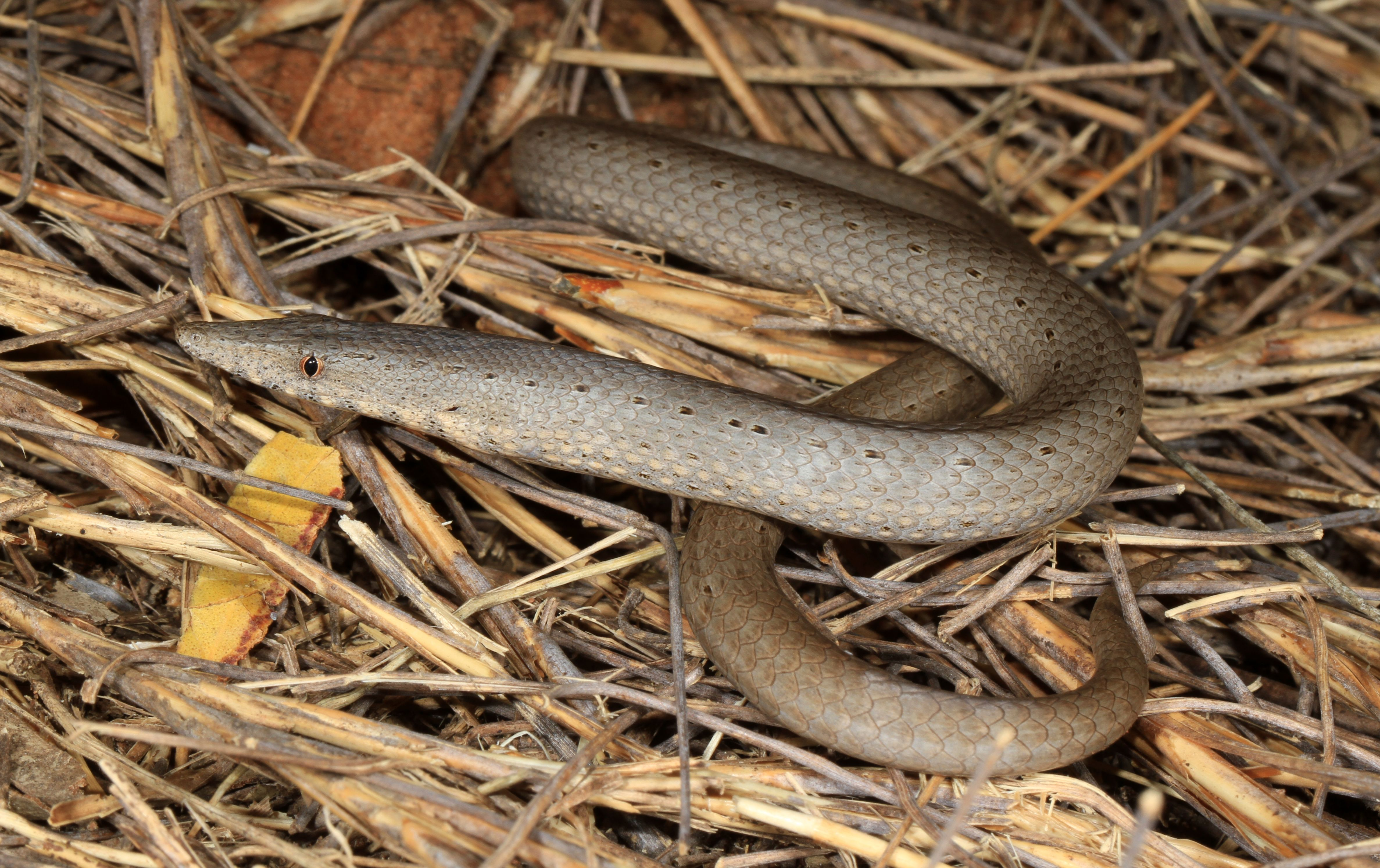
식물 잔해 위의 버튼민다리도마뱀

## 식성
버튼민다리는 거의 도마뱀만을 먹는다. 일반적으로 스킨크를 섭취하지만 다른 민다리도마뱀, 도마뱀붙이, 아가마도마뱀 따위도 먹는다. 게다가 박물관의 표본의 위 속의 음식을 연구한 결과 드물게는 뱀도 먹는다는 것이 밝혀졌다. 특히 최근의 연구에 따르면 이 종은 먹이를 자주 먹지 않는다.

## 번식

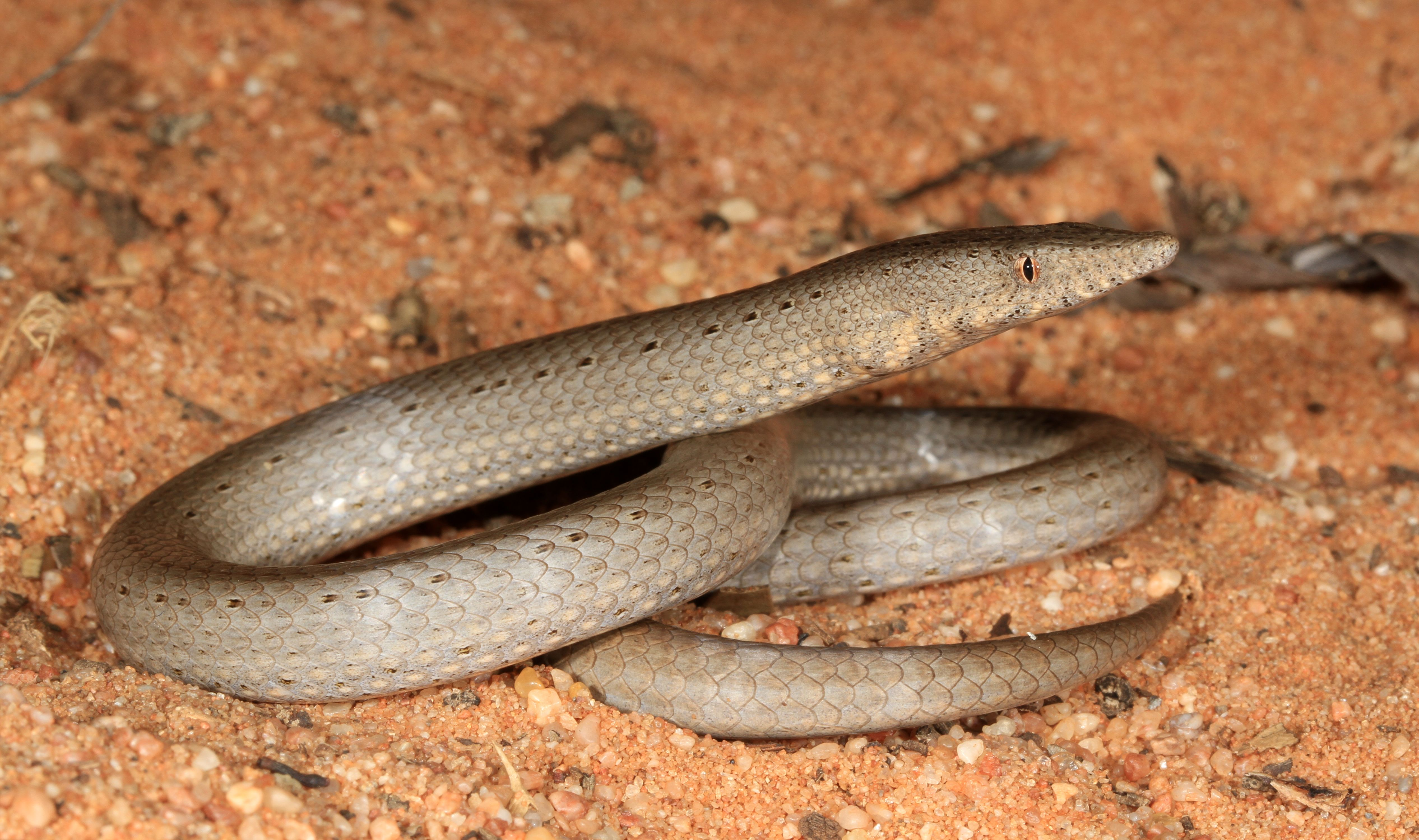
모래 위의 버튼민다리

버튼민다리는 번식기가 존재하는 것으로 보이며, 호주 전역에서 비슷한 시기에 짝짓기를 한다. 버튼민다리의 배란과 짝짓기는 보통 9월에서 여름까지 이루어진다.(남반구는 계절이 북반구와 6개월 차이난다.) 이 종은 난생하며 보통 11월에서 1월에 산란하지만, 번식은 번식기(:en:Breeding season)가 아니더라도 언제든 할 수 있으며 암컷은 알을 여러 차례 낳을 수 있다. 알은 나무토막이나 바위 밑, 지면, 잎더미 밑, 때로는 sugar ants의 둥지 안에 놓인다.
이 녀석들은 한 번에 1 - 3 개의 껍질이 부드러운 알을 재빠르게 낳는데, 보통은 두 개를 낳는다. 둥지를 공동으로 만들 수 있으며, 한 둥지에 20개 까지의 알이 발견되었다. 버튼민다리 암컷의 또다른 특징은 다음 번에 사용하기 위해 정자를 저장하거나, 짝짓기를 하지 못했을 경우 처녀생식을 할 수 있다는 것이다. 갓 부화한 새끼의 길이는 13 cm 정도다.

## 습성

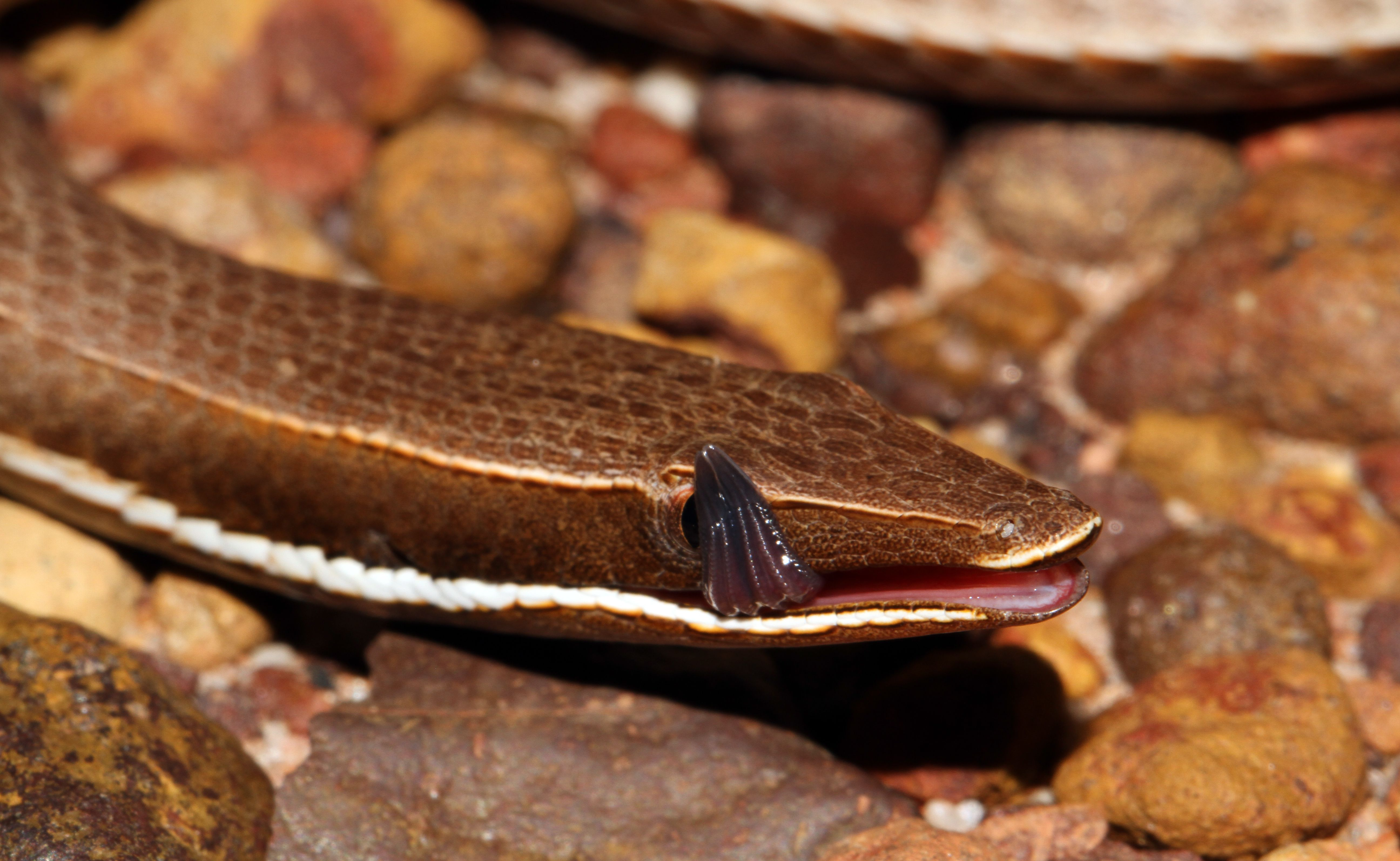
혓바닥으로 눈비늘(:en:Brille)을 닦는 버튼민다리도마뱀

버튼민다리는 주행성인데, 이는 거의 대부분의 먹이가 낮에 활동하기 때문이고 사실은 어느 때든 활동할 수 있다. 버튼민다리는 더운 환경 아래에서의 고체온증, 맹금류 따위의 주행성 포식자와 같은 위험을 회피하기 위해 밤에 움직이는 경향이 있다는 점에서 놀라운 점이다. 밤에 움직이는 또 다른 이유는 낮에 움직이다 먹잇감한테 은신 위치를 들키지 않기 위해서이다. 게다가 지역에 따라 이동과 먹이찾기 방식에 다양한 차이점이 있는데, 이는 이 종이 굉장히 널리 분포하며 다양한 환경에 서식한다는 점에서 예측할 수 있는 사항이다.
이 도마뱀은 시각에 의존하는, 움직이는 대상을 덮치는 포식자이며 먹이를 습격하기 위해 은신처가 필요하다. 은신처는 포식자로부터 몸을 숨기는 데도 필요하며, 특히 먹이를 삼켰을 때는 움직이기 어려워서 포식자에게 대응하기도 버거워지기 때문에 중요하다. 대신 은신처는 체온조절에도 중요한 역할을 한다. 예를 들어 두터운 잎더미는 굉장히 좋은 은신처인데, 온도가 적절한 곳으로 깊숙이 파고 들어가서 숨어있을 수 있기 때문이다.
버튼민다리는 꼬리낚시(:en:Caudal luring)로 먹이를 유인하는데, 도마뱀한테는 상당히 드문 방식이다. 꼬리낚시는 처음에 기습공격한 먹이를 붙잡는 데 실패했을 때만 활용한다. 하지만 먹이가 도망쳤다고 해서 이 방식이 언제나 쓰이지는 않는데, 이 전략을 활용할 가능성은 버튼민다리가 마지막 음식을 먹은 후 시간이 지남에 따라 증가한다. 꼬리낚시는 먹잇감을 앞으로 유인하거나, 덮치는 순간에 주의를 딴 데로 돌리거나, 이 두 가지 방식을 동시에 활용하는 총 세 가지 방식으로 놓친 먹이를 붙잡는 데 활용할 수 있다.
버튼민다리에게 있어 먹이찾기 전략은 굉장히 중요한데, 이 녀석들이 물렸을 때 심한 상처를 입을 정도로 큰 먹잇감을 노리는 경우가 많기 때문이다. 이는 버튼민다리가 먹잇감의 크기에 따라 덮치기의 정확성을 조절하는 이유로 보이며, 큰 먹이를 덮칠 때는 뒤를 물리지 않도록 머리나 목을 공격한다. 이 뿐만 아니라 버튼민다리는 큰 먹이가 자신에게 상처를 입히지 못하도록 삼키기 전에 무력화될 때까지 꾹 움켜쥐는 반면, 작은 먹이는 발버둥치는 먹이를 삼키는 데 드는 에너지보다 기다리는 데 드는 에너지가 더 많기 때문에 발버둥치든 말든 통째로 삼킨다.
이 종은 특히 위협받을 때 소리지른다. 게다가 포식자한테 잡히면 다른 수많은 도마뱀들처럼 꼬리를 자절할 수 있다. 하지만 꼬리를 잃는 건 상당히 큰 손실이며, 꼬리가 다시 자라려면 시간과 영양분이 필요하다.

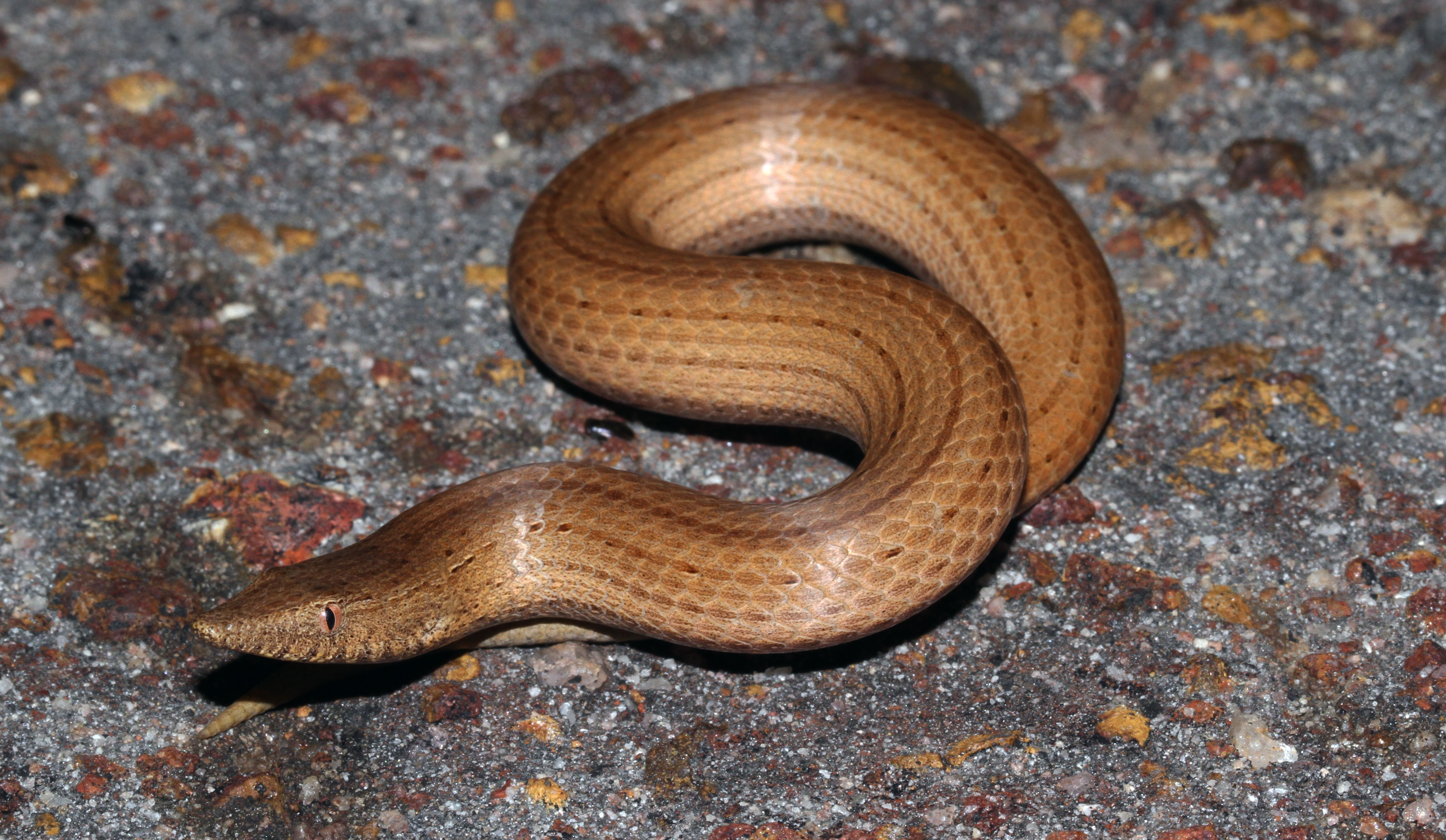
바위 표면 위의 버튼민다리도마뱀

## 보존
버튼민다리는 호주에서 제일 널리 분포하는 파충류이며, 극히 드문 예외를 제외한 모든 유형의 호주의 서식지에서 발견되기 때문에 보존에 우선적으로 노력을 기울일 필요는 없다. 버튼민다리가 얼마나 흔한지는 알려져 있지 않지만, 이 종이 극히 드물거나 빠르게 줄어들고 있다는 증거는 없다. 아직 IUCN 보존 상태가 평가되지 않았지만, 평가된다면 "관심 필요" 상태가 유력할 것이다.

## 참고 문헌
- Gray JE (1835). "Characters of a New Genus of Reptiles (Lialis) from New South Wales". Proc. Zool. Soc. London 1834: 134-135. (Lialis burtonis, new species). (in Latin and English).